# Peugeot 205
 (mai 2023).
Si vous disposez d'ouvrages ou d'articles de référence ou si vous connaissez des sites web de qualité traitant du thème abordé ici, merci de compléter l'article en donnant les références utiles à sa vérifiabilité et en les liant à la section « Notes et références ».
La Peugeot 205 est un modèle automobile du segment B produit par le constructeur français Peugeot. Elle est l'un des modèles phares du constructeur, qui le sauve d'une situation financière délicate après l'achat de Chrysler Europe. Elle est fabriquée du 24 février 1983 au 31 décembre 1998 à 5 278 300 exemplaires, ce qui fait d'elle la Peugeot la plus produite jusqu'à ce que la 206 la dépasse. Elle est la voiture la plus vendue en France en 1984 et 1985, succédant à la Renault 5, et de nouveau en 1990, disputant la première place à sa principale rivale, la Renault Supercinq.
Elle possède plusieurs types de carrosserie : berlines 3 et 5 portes, cabriolet et fourgonnette. Ses motorisations vont de 954 cm3 à 1 905 cm3 pour des puissances allant de 45 à 130 ch (et même 200 ch pour la 205 Turbo 16 série 200).

## Histoire
La 205 est issue du projet M24, étudié dès 1977 par Peugeot. Elle est notamment dessinée par Gérard Godfroy qui en réalise plusieurs esquisses. Contre l'avis de Gérard Welter, chef du projet, il finalise en dehors de ses heures de travail une maquette au 1/5ème en décembre 1977 dont le profil est strictement identique au modèle produit en 1983. Repris à son compte par Gérard Welter, ce travail aboutit au premier prototype en 1981 et la production sera entamée fin 1982 pour un lancement commercial le 24 février 1983. C'est un énorme succès, la millionième 205 sort des chaînes fin 1985. La production de la 205 s'arrête le 31 décembre 1998 à la suite de la production et de la commercialisation de la 206.
La 205 est aussi une voiture mythique de l'histoire du sport automobile grâce à sa version Turbo 16, qui, aux mains de Ari Vatanen, Timo Salonen et Juha Kankkunen, gagne les titres pilote et constructeur du Championnat du monde des rallyes en 1985 (Salonen) et 1986 (Kankkunen), puis le Paris Dakar en 1987 (Vatanen) et 1988 (Kankkunen), et le Championnat de France de rallycross en 1988 (Guy Fréquelin), 1989 (Philippe Wambergue) et 1990 (Jean-Manuel Beuzelin). La 205 tient une place particulière dans l'histoire de la marque. C'est elle qui a sauvé Peugeot de la faillite après l'achat de Chrysler Europe. Elle est d'ailleurs encore présente sous forme de clin d'œil dans de nombreuses publicités contemporaines de la marque. En 1982, une longue grève mobilisa Talbot. C'est la 205, sortie l'année d'après, qui relança le site de Poissy en l'avenir duquel plus personne ne croyait. Entretemps, devant le succès du modèle, une production de 205 a aussi été lancée à l'usine PSA de Sochaux ainsi qu'à l'usine PSA de Madrid pour le marché espagnol, avec le  « moteur Poissy ». Le potentiel de production, initialement de l'ordre de 800 véhicules/jour, se trouve finalement porté à quelque 2400 véhicules/jour.
Elle est déclarée « voiture de la décennie » par le magazine CAR en 1980.

Phases de la Peugeot 205.
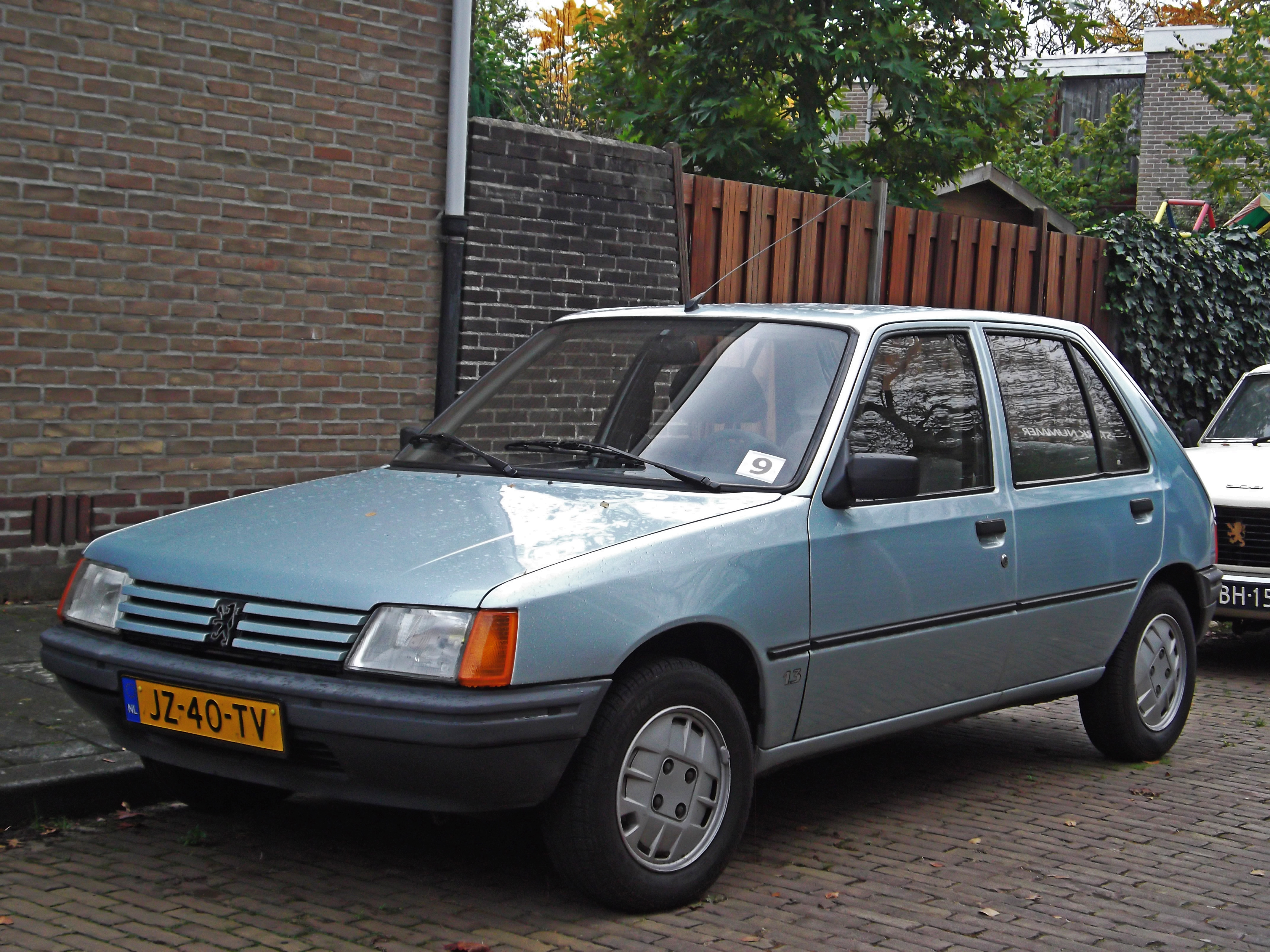
Phase 1.
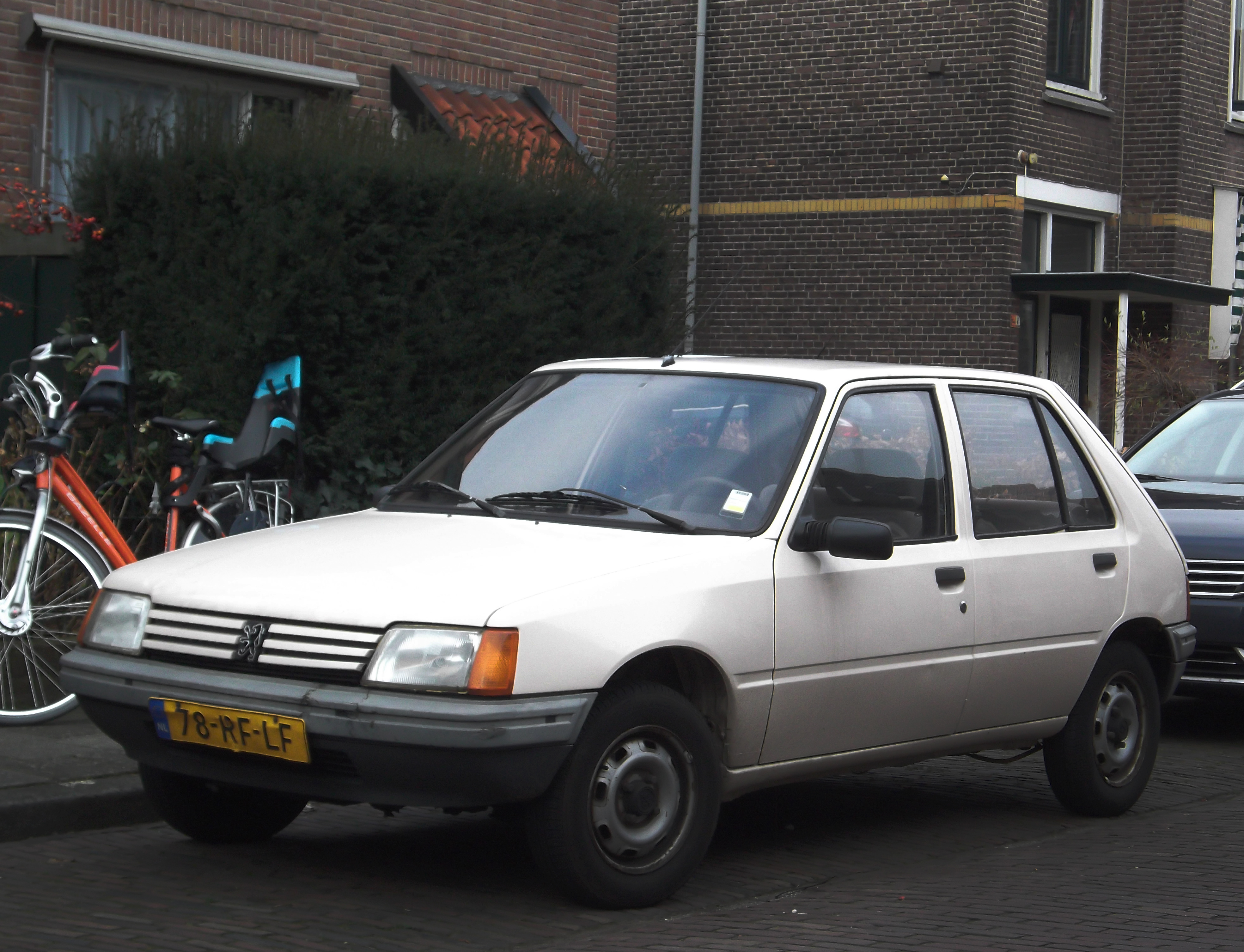
Phase 2.
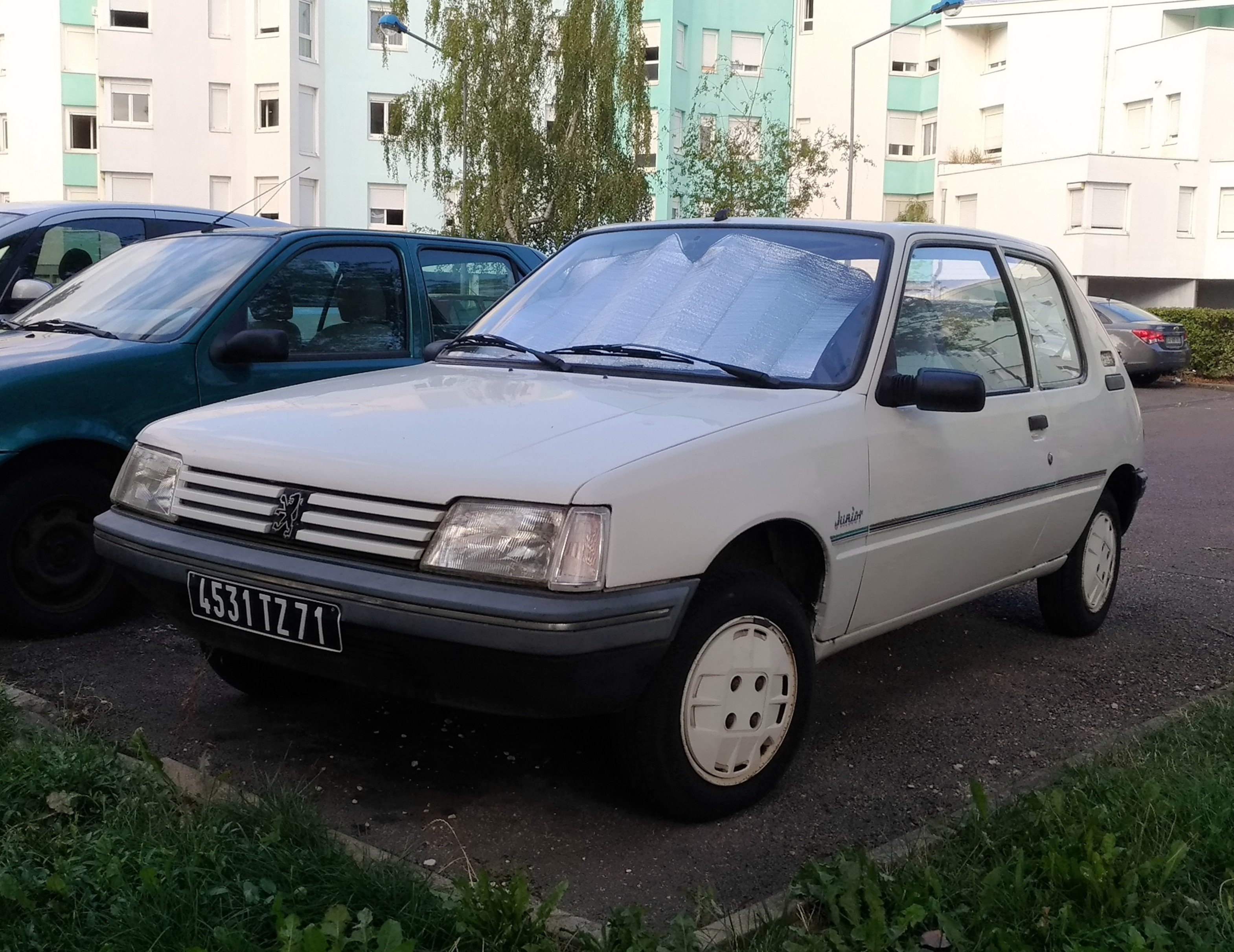
Phase 3.

### Évolutions de la 205 (marché français)
Source
Fin 1977
- La 205 apparaît dans une première étude avec pour nom de code M24[4].

1981
- Le premier prototype de la 205 sort des ateliers Peugeot.

1982
- La production est lancée à l'usine de Mulhouse en décembre.

1983
- Le 23 février, présentation de la 205 T16
- Le 24 février, sortie de la 205, en carrosserie 5 portes, 5 versions (base, GL, GR, SR et GT). Quatre motorisations différentes, il s'agit des « moteurs X » de la Française de Mécanique : XV8 (954 cm3, 45 ch), XW7 (1 124 cm3, 50 ch), XY7 (1 360 cm3, 60 ch) et XY8 (1 360 cm3, 80 ch).
- Sortie en septembre, des versions diesel GLD, GRD et SRD équipées du moteur XUD7 1.8 (1 769 cm3, 60 ch). La 205 diesel sera pendant longtemps beaucoup utilisée dans les versions Auto-école et commerciale 3 portes par les entreprises. Avec 3,9 L de gazole aux 100 km, la 205 est une championne de l'économie avec pour la première fois une motorisation diesel équivalente en performances à la version essence, en conduite usuelle.

1984

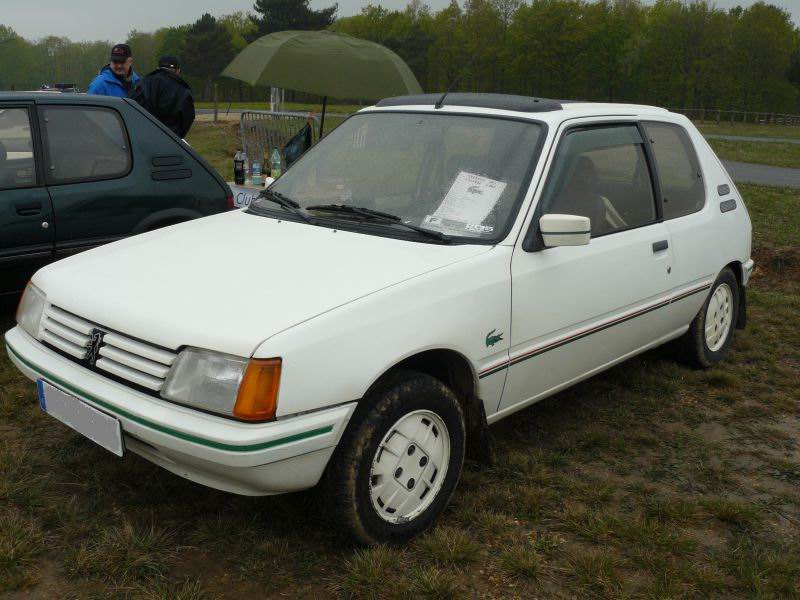
Peugeot 205 Lacoste 3 portes

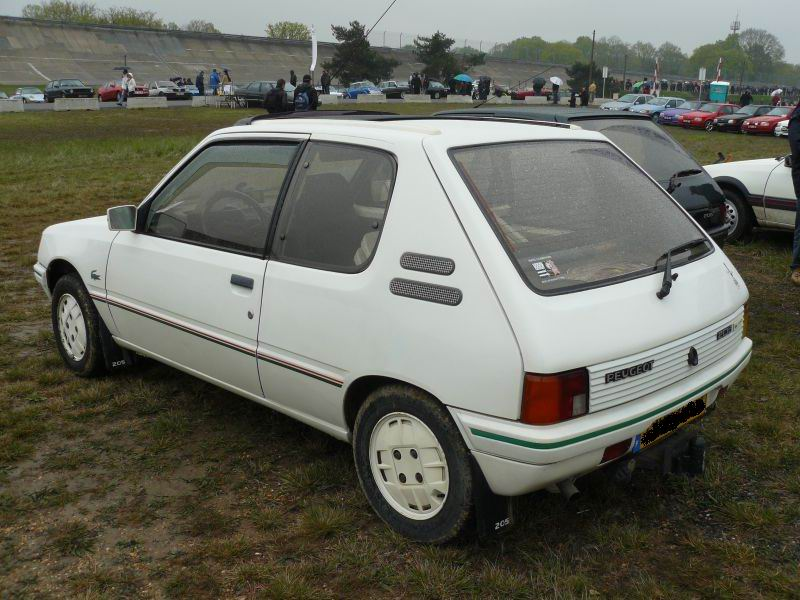
Peugeot 205 Lacoste 3 portes

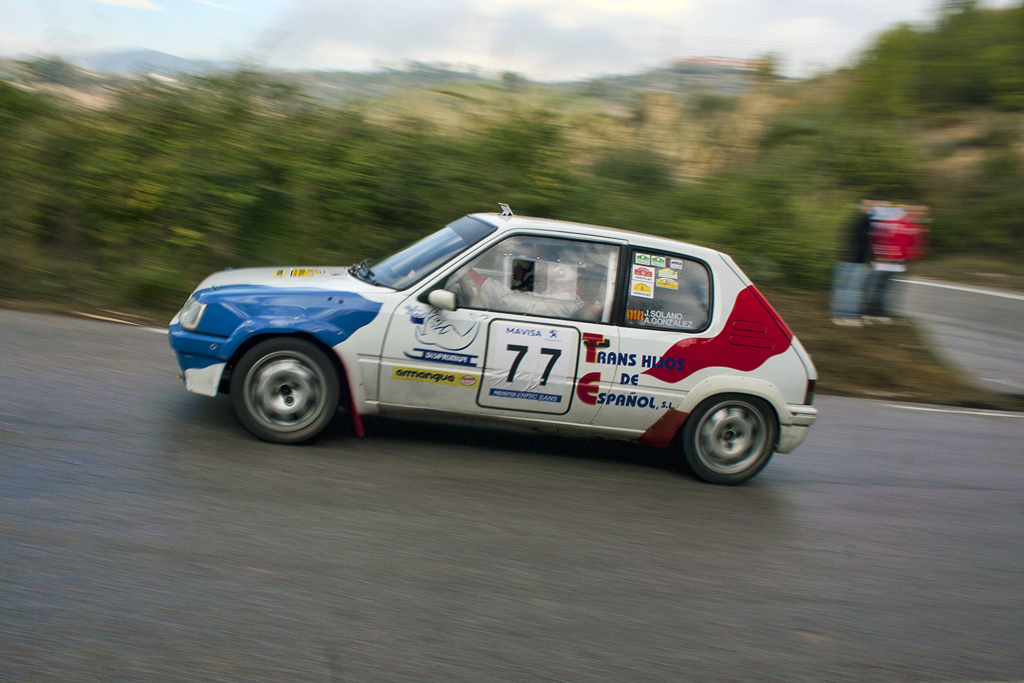
Peugeot 205 Rallye (non d'origine)

- Début de Fabrication et de commercialisation de la Peugeot 205 en Espagne pour le Marché Espagnole. A noter que les 205 fabriquées à Madrid étaient pour la plupart exportées en Amérique du Sud notamment en Argentine dès le milieu des années 90

- 1er  mars, sortie et commercialisation de la 205 GTI 1.6 (moteur XU5J : 1 580 cm3, 105 ch DIN)[4].
- Commercialisation de la 205 Turbo 16 série 200 (moteur XU8T : 1 775 cm3, 200 ch) en mars à 200 exemplaires, pour l'homologation en Groupe B des 20 exemplaires de 205 Turbo 16 Évolution 1.
- 1re victoire de la 205 Turbo 16 en championnat du monde des Rallyes.
- Apparition des versions 3 portes : XE, XL, XR et XT pour les essences ou XLD et XRD pour les diesels (année modèle 1985).

1985
- La GTI 1.6 est disponible en 125 ch sous forme d'un kit routier Peugeot-Talbot Sport (dit kit PTS)  tandis que la version 105 ch poursuit sa carrière.
- En Rallye, Timo Salonen est sacré champion du monde des conducteurs et Peugeot, champion du monde des constructeurs grâce à la 205 T16 (Turbo 16). Apparition de la 205 T16 Évolution 2 au Tour de Corse.
- La millionième 205 sort de l'usine de Mulhouse le 9 décembre à 17h20.

1986
- Sortie de la 205 Automatic (moteur XU51C : 1 580 cm3, 80 ch avec carburateur simple corps).
- Sortie de la 205 cabriolet en deux versions : CT (moteur XY8 : 1 360 cm3, 80 ch) et CTI (moteur XU5JA : 1 580 cm3, 115 ch). Sa carrosserie est due à Pininfarina.
- Naissance de la Junior sous la forme d'une série spéciale. Elle reprend le moteur de la XE, mais sa présentation est plus attrayante : sièges en Jean's et moquette bleue sont au rendez-vous. Les couleurs proposées sont blanc Meige et gris Futura. La carrosserie est ornée de bandes latérales unies rouges, bleues et vertes. L'équipement est minimaliste, la lunette arrière dégivrante est en option. Son prix : 46 900 F.
- Mars 1986, une option 115 ch est proposée sur la 205 GTi 1.6i (moteur XU5JA/K). Cette option s'impose auprès des clients et sera proposée en série en décembre 1986, provoquant l'arrêt de la 205 GTI 105 ch (moteur XU5J).
- La version GTI 1.6 105 ch est supprimée (année modèle 1987).
- Sortie de la 205 GTI 1.9 (moteur XU9JA : 1 905 cm3, 130 ch) fin décembre 1986.
- Grâce à la 205 T16, Juha Kankkunen est champion du monde conducteurs des Rallyes et Peugeot champion des constructeurs pour la seconde fois.

1987
- Ari Vatanen et son coéquipier Bernard Giroux gagnent le Paris Dakar sur 205 T16 Grand Raid.
- Sortie de la série spéciale 205 Open, animée par le même moteur que la 205 Automatic (XU51C), mais avec une boîte manuelle.
- La 205 abandonne ses « moteurs X » hérités de la 104, les XV8 (954 cm3, 45 ch), XW7 (1 124 cm3, 50 ch), XY7 (1 360 cm3, 60 ch) et XY8 (1 360 cm3, 80 ch) pour les « moteurs TU » de conception plus moderne et issus de la Citroën AX. Les cylindrées sont exactement les mêmes, la consommation baisse très légèrement et les puissances sont les suivantes : TU9 (954 cm3, 45 ch), TU1 (1 124 cm3, 55 ch), TU3 (1 360 cm3, 65 ch) et TU3S (1 360 cm3, 85 ch) (année modèle 1988).
- Pour le millésime 1987, la 205 commerciale sera montée avec le « moteur Poissy » d'origine Simca-Talbot, (E1E 1 118 cm3, 55 ch et G1E 1 294 cm3, 65 ch). Cette motorisation sera également utilisée sur d'autres versions à l'export.
- L'aménagement intérieur est entièrement repensé avec une nouvelle planche de bord mieux finie et de nouveaux revêtements intérieurs (sièges, contre-portes), ainsi que les rétroviseurs extérieurs et bras d’essuie vitre qui se modernisent.Peugeot 205 Junior vue en arrière (5 portes)

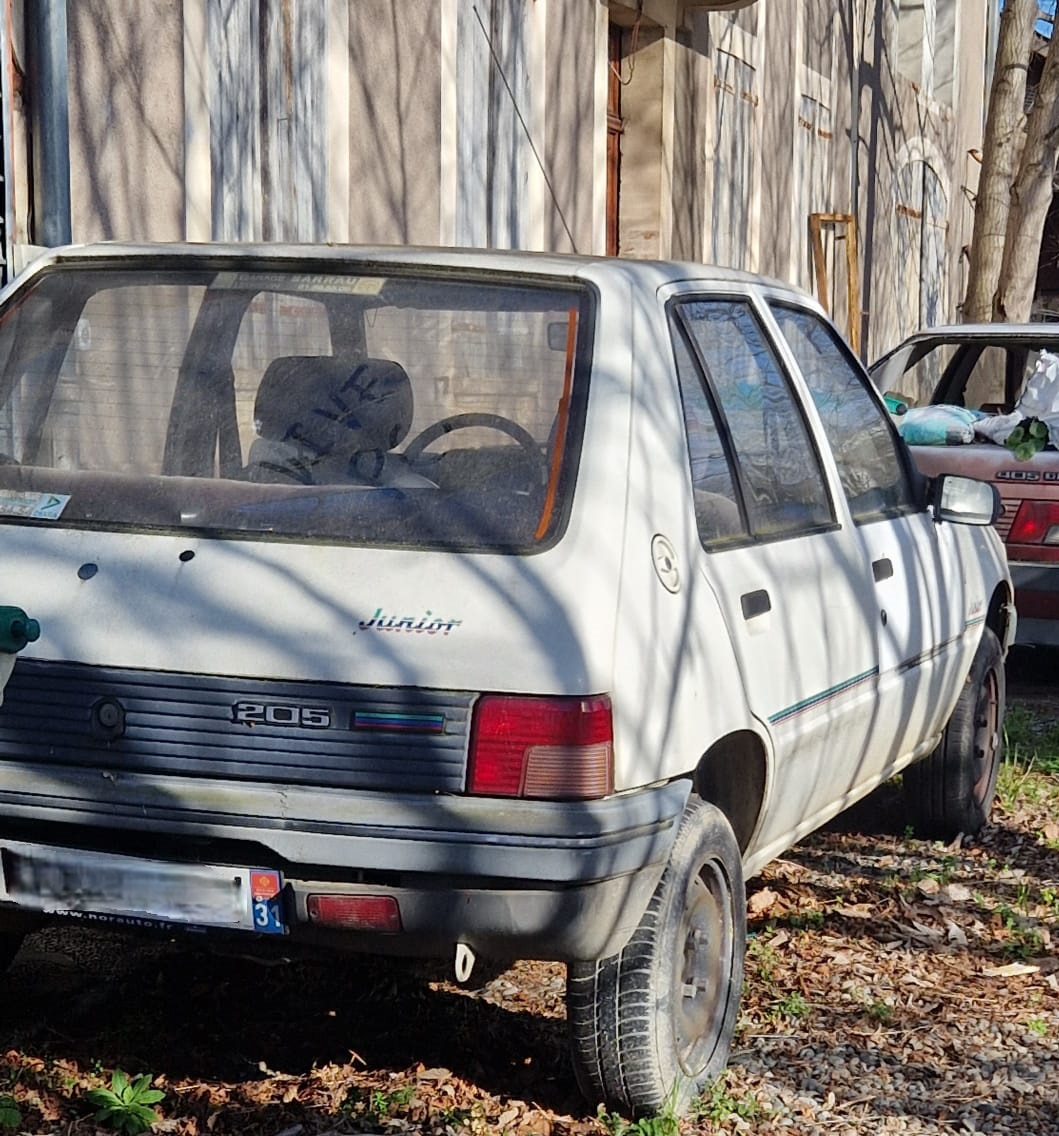
Peugeot 205 Junior vue en arrière (5 portes)

- La Junior entre dans la gamme 205. Elle arbore les couleurs blanc Meije, gris Futura ou rouge. Elle existe maintenant aussi en 5 portes. Le prix de la 3 portes : 46 450 F.

1988
- Juha Kankkunen gagne le Paris Dakar grâce à la 205 T16 Grand Raid.
- Apparition de la Rallye 1.3, qui au départ a été commercialisée sous forme de série spéciale de 5 000 exemplaires et qui a ensuite été intégrée à la gamme normale à la suite de ses ventes. Cette version dépouillée, nécessitant très peu de préparation pour être engagée en compétition, était étudiée pour être compétitive dans la classe « moins de 1 300 cm3 » ; son moteur est issu du TU1, avec une augmentation de cylindrée à 1 294 cm3 et alimentation par deux carburateurs double-corps Weber : c'est le TU24 (1 294 cm3, 103 ch).
- Le moteur TU3 (1 360 cm3, 65 ch) devient TU3A (1 360 cm3, 70 ch) (année modèle 1989).
- Le cabriolet CT est remplacé par le CJ (moteur TU3).

1989
- La version XT est supprimée.
- La boîte de vitesses BE3 (marche arrière en bas à droite) remplace la BE1 (marche arrière en haut à gauche) sur toutes les versions à moteur XU (essence et diesel, sauf Automatic).
- La 205 Roland Garros fait son apparition dans la gamme

1990

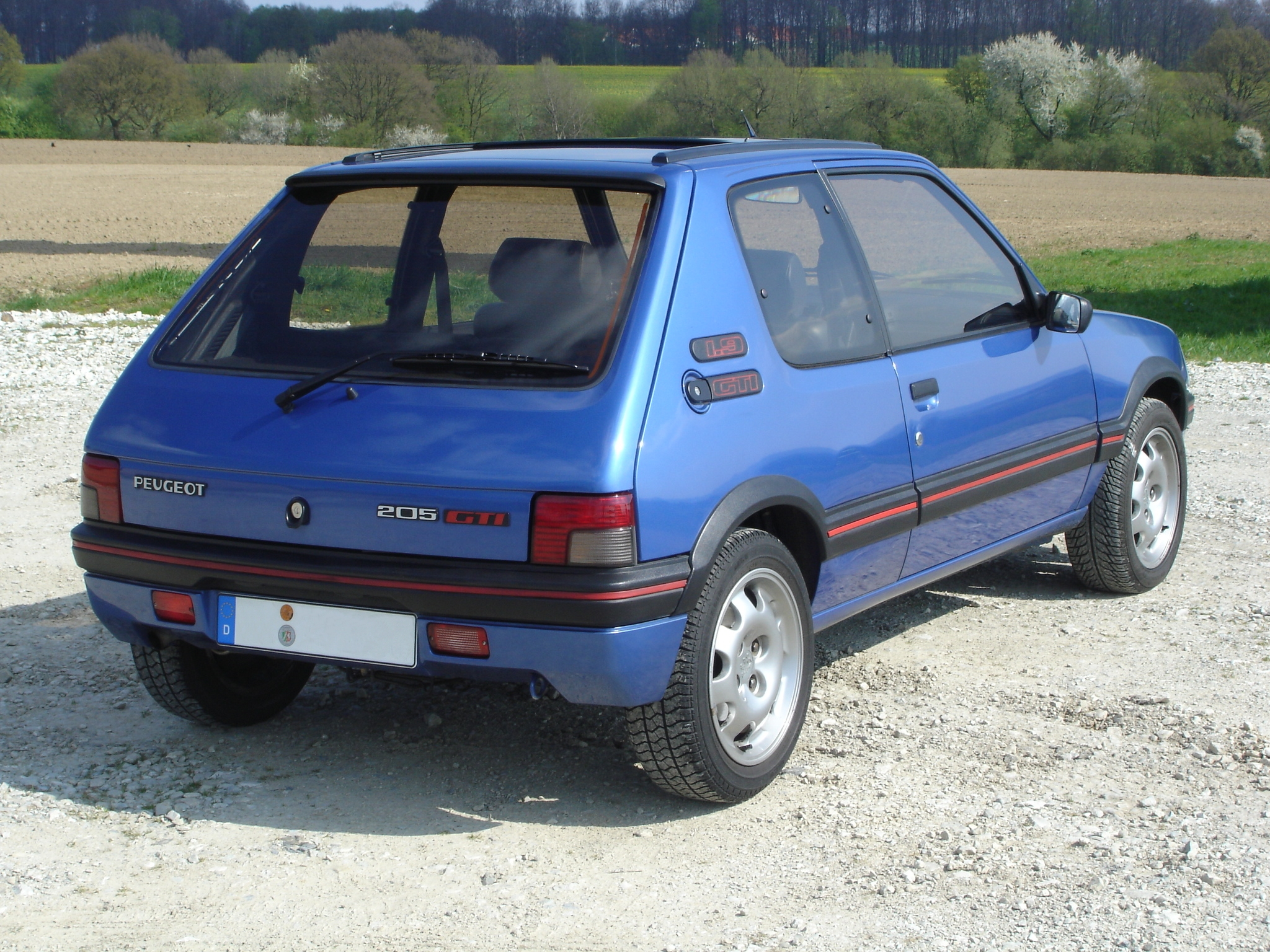
Vue arrière d'une 205 GTI 1.9

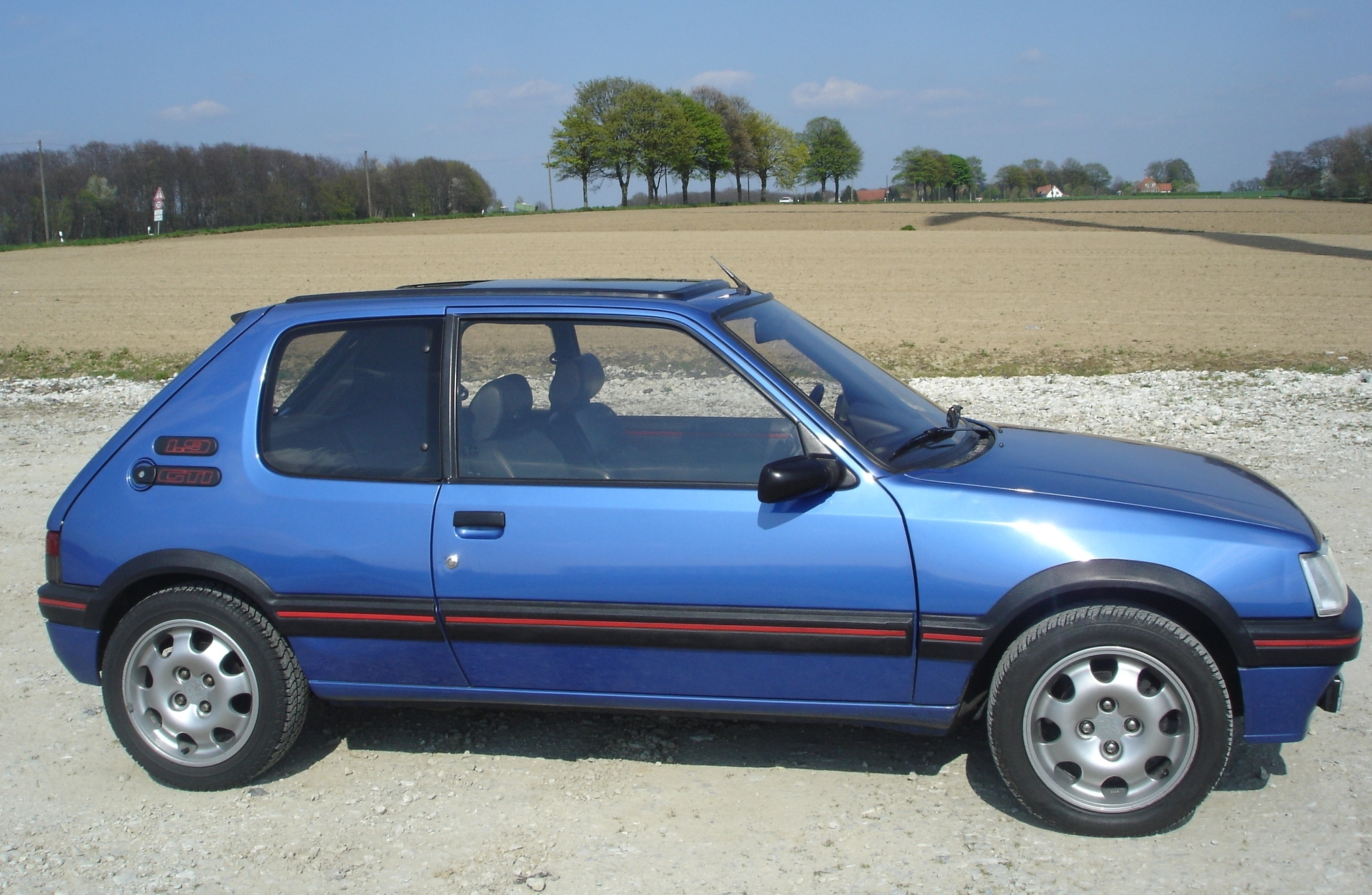
Peugeot 205 GTI 1.9

- Toutes les 205 reçoivent des clignotants blancs à l'avant et des feux arrière rouge/noir ainsi que le feu de brouillard de série au 01/07/90 soit AM 91.
- La planche de bord passe du gris au noir, les planches beiges et bleues restent inchangées
- Commercialisation de la série spéciale GTI Griffe (moteur 1.9) limitée à 1652 exemplaires (marché français et export confondus).
- Présentation de la D turbo (moteur XUDT 7 : 1 769 cm3, 78 ch) avec des performances très proches de la petite sportive GT.

1991
- Le moteur TU3A (1 360 cm3, 70 ch) devient TU3F2 (1 360 cm3, 75 ch).
- Apparition de l'Indiana (moteur TU3) de juillet à décembre 1991.
- Commercialisation de la série spéciale Le Mans, produite à 84 exemplaires destinés exclusivement au marché suédois. Il s’agit d’une GTI catalysée de 122 cv de couleur bleu Miami avec des equipments spécifiques.
- Apparition de la Gentry, une finition luxueuse 3 portes, visant à concurrencer la Renault Clio Baccara. Elle est catalysée (moteur XU9J1/Z : 1 905 cm3, 105 ch, également monté sur les cabriolets CTI, ainsi que sur les 205 Rallye 1.9 exportées vers les pays aux normes antipollution plus strictes). Elle est disponible en boîte automatique comme en manuelle. Deux teintes sont au choix : vert Sorrento ou beige Mayfair. La Gentry n'est pas une GTi.

1992
- Une version diesel de la Junior fait son apparition avec le moteur 1.8 de 60 ch et une boîte 4 vitesses (5 en option)
- La version XL/GL est remplacée par la Color Line (année modèle 1993).
- Une version "Zenith" avec un toit ouvrant entrebâillant et une couleur "bleu Miami" en version essence.
- La version D turbo (finition équivalente à XS) est disponible en XRDT et GRDT (3 et 5 portes) à l'équipement plus léger.

1993
- Les normes antipollution imposent l'adoption sur tous les moteurs essence (TU et XU) de l'injection électronique (c'est déjà le cas des XU proposés sur la 205, sauf sur Automatic) et d'un pot catalytique.
- Le moteur TU9 (954 cm3, 45 ch) devient TU9M/Z (954 cm3, 50 ch) (« /Z » signifiant « catalyseur »).
- Le moteur TU1 (1 124 cm3, 55 ch) devient TU1M/Z (1 124 cm3, 60 ch).
- Le moteur TU3F2 (1 360 cm3, 75 ch) devient TU3M/Z (1 360 cm3, 75 ch).
- Disparition des moteurs XU5JA et TU24, donc des versions GTI 1.6 et Rallye 1.3.
- La GTI 1.9 passe de 130 à 122 ch (moteur XU9JA/Z), tandis que la CTI adopte le 1.9 de la Gentry (moteur XU9J1/Z : 1 905 cm3, 105 ch).
- Les moteurs TU3S (1 360 cm3, 85 ch) et XU51C (1 580 cm3, 80 ch) sont supprimés : l'Automatic, la XS et la GT changent alors toutes de moteur et adoptent le XU5M3/Z (1 580 cm3, 89 ch)
- Arrêt de la version XS, les GTI, CTI et Gentry continuent jusqu'à la fin de l'année. 298 345 GTI ont été vendus en Europe.A noter que la 205 GTI a été commercialisée jusqu'en 1994 en Suisse.

La gamme 205 est sérieusement épurée et ne compte plus de modèles sportifs, qui ont pourtant nettement contribué au succès du modèle, véritable mythe des années 1980.
1994

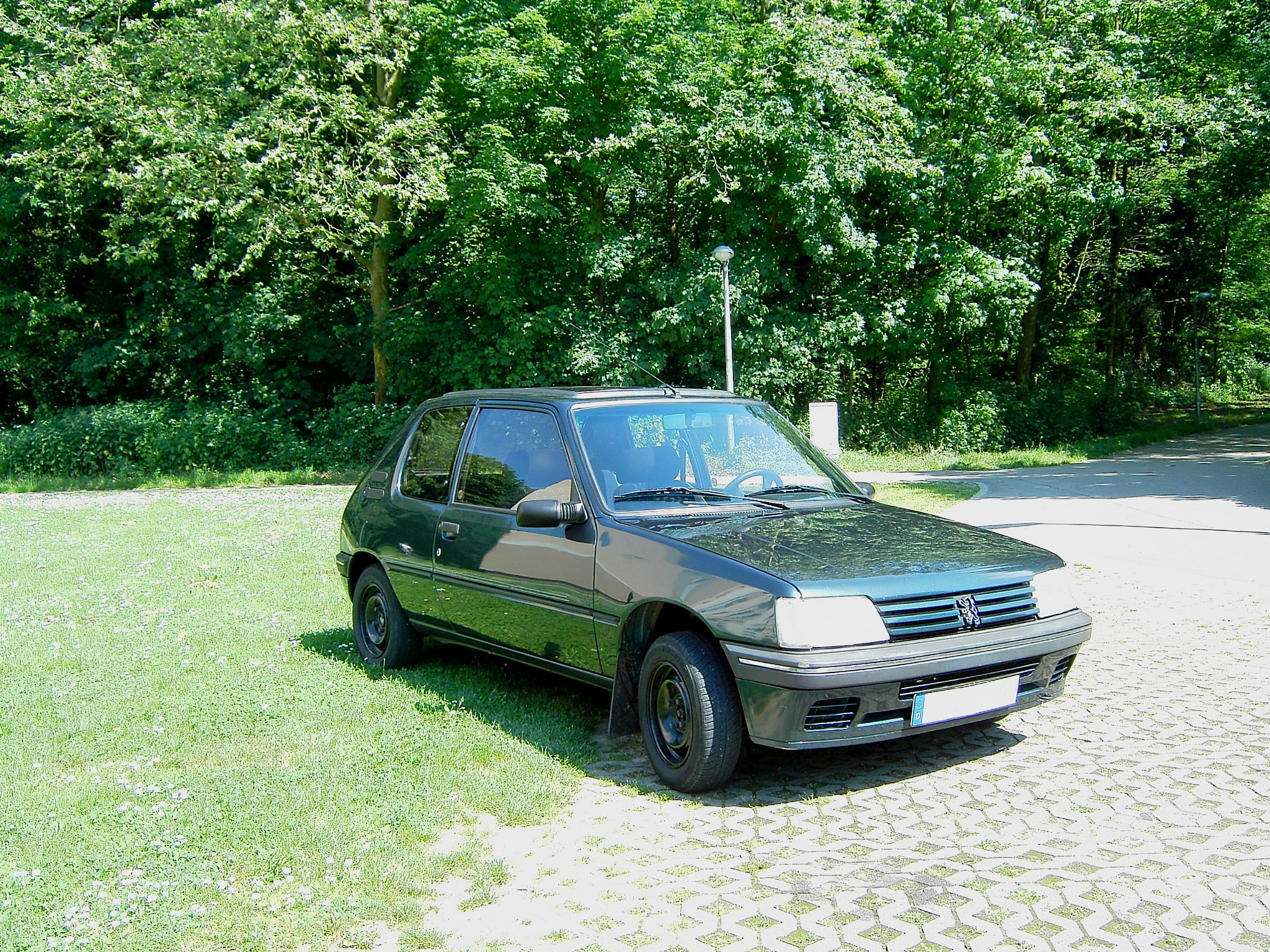
Peugeot 205 « Forever », spéciale marché belge.

- La 205 GTI continue d'être commercialisée mais uniquement pour le Marché Suisse. Elle ne sera pas reconduite pour le millésime 1995

- Le cabriolet CJ est remplacé par le Cabriolet. Sortie de la 205 F adaptée par Gruau
- Une série spéciale pour le marché belge est ajoutée se dénommant « Forever », cette série spéciale correctement équipée était destinée aux jeunes mariés.
- Année modèle 1995 : seules les versions Sacré Numéro et Cabriolet survivent.

1995
- Le Cabriolet disparaît à son tour.

1996
- La Sacré Numéro est remplacée par la 205 Génération fin 1996. Celle-ci marque la fin de la production et se caractérise par son intérieur en velours bleu, son tableau de bord revu et un volant bombé. Par rapport à la Sacré numéro, elle perd sa jupe avant sport type rallye et les sièges baquets. Huit couleurs sont proposées au catalogue : blanc Banquise, gris Quartz métallisé, vert Mayerling métallisé, bleu Génésis métallisé, bleu Miami métallisé, gris Château métallisé et rouge Vallelunga. Seules deux motorisations sont disponibles : le 1.4i essence de 1 360 cm3[7] et le 1.8 diesel de 1 769 cm3.

Arrêt de la 205 F
1997
- À partir du 1er février 1997[réf. nécessaire], le diesel 1,8 l. est catalysé à la suite de l'évolution des normes antipollution.

1998
- À la suite du lancement de la Peugeot 206 en septembre, la production de la 205 s'arrête peu après, après seize années de carrière.

1999
- Derniers exemplaires de la 205 Génération vendus au mois de Janvier après la fin de la production de cette dernière.

### 40 ans de la 205 (2023)
L'Aventure Peugeot célèbrera les 40 ans de la 205 tout au long de l'année et organise notamment une exposition avec 14 modèles et des centaines d'archives à partir du 23 février au Musée de L'Aventure Peugeot à Sochaux.
Les 7, 8 et 9 juillet 2023, le Club 205 réalisera un important évènement pour célébrer les 40 ans de la 205. Celui-ci aura lieu dans le musée de l'Aventure Peugeot, à Sochaux. La FFVE est par ailleurs partenaire de ces festivités.

## Versions

### Versions sportives

#### 205 GTI
Le 1er mars 1984, Peugeot décide de sortir la GTI. Elle est tout d'abord disponible en version 1.6 (XU5J) 105 ch. Uniquement disponible en trois portes, elle fait bonne impression dès le début et concurrence rapidement la Golf I, devenue triste et pauvre en équipement. La Golf était équipée de jantes tôles contre des jantes alu 14 pouces de série rappelant celles de la Turbo 16 pour la 205. Celle-ci possédait des élargisseurs d'ailes en plastique, baguettes et pare-chocs avec liseré rouge, logos « 1.6 » et « GTI » sur les montants de custode arrière, projecteurs additionnels dans la jupe de bouclier avant, des freins à disques ventilés à l'avant, des tambours larges à l'arrière, des sièges baquets en tissu, des vitres électriques en option et la caractéristique moquette rouge.
Dans les bureaux d'études, Peugeot ne tarde pas à sortir une version 115 ch du 1.6 (XU5JA) en 1986 et la 1.9 (XU9JA) en 130 ch en décembre de la même année. Mais à partir de décembre 1984, la branche sport de Peugeot (Peugeot Talbot Sport) propose pour 15 000 francs une modification moteur pour la 1.6, à faire monter par son concessionnaire ou un agent, appelée kit « PTS ». Ce kit propose : une nouvelle culasse, un nouvel arbre à cames et des soupapes modifiées pour un passage de 105 (XU5J) à 125 ch. Une garantie d'un an pièces et main d'œuvre est disponible si le kit est monté dans les ateliers du réseau Peugeot Talbot. Le mécanicien installe également une plaque indiquant l'homologation du kit.
Ce kit sera également disponible pour les versions 115 ch (XU5JA) (sorties en décembre 1986), mais il deviendra rapidement obsolète, car la 1.9 (XU9JA) proposant 130 ch est plus intéressante. On ne sait pas combien de kits ont été montés, puisqu'ils n'étaient pas installés à l'usine.
Il existait également un kit projecteur double optique avec clignotants déportés dans le bouclier (qui nécessitait une découpe) proposé spécifiquement avec ce kit PTS et qui permet de reconnaitre les versions ainsi modifiées.
Au salon de Paris en septembre 1986, une nouvelle GTI est présentée : la 1.9. Moteur XU9JA, 1 905 cm3, 130 ch et 164 N m. Elle doit répondre aux attentes des passionnés avec ses performances en nette hausse et sa forte cylindrée. Elle possède un train arrière avec des freins à disques, ainsi qu'un train avant toujours triangulé mais avec des disques plus importants que pour la version 1.6L. Elle passe aux jantes de 15 pouces, à l'apparence bien caractéristique, différente de celles des 1.6. Évidemment un logo "1.9" apparait sur le montant de custode arrière, volant et levier de vitesse cuir, les sièges sont eux en version semi-cuir.
L'intérieur « phase 1 » des toutes premières 1.9 est rapidement remplacé par un « phase 2 » (de même pour les 1.6 115 ch) au millésime 88 (juillet 1987). Malgré son poids un peu plus élevé, le moteur 1.9 est un monstre de souplesse et lui apporte d'excellentes reprises. Peu après juillet 1992, la 1.9 passe de 130 à 122 ch à la suite de la catalysation et de la diminution du taux de compression pour la compatibilité avec l'essence sans plomb 95 ; les dernières 130 ch ont été vendues en octobre 1992.
Plusieurs versions spéciales ont été disponibles : la "Grand Prix", la "Sport", la "Top Line", la "Magic", la "Australia", la "Gentry" (qui n'est en fait pas une GTI) et l'une des plus recherchées : la "Griffe" avec sa couleur "Vert fluorite" et ses jantes de 1.9 gris anthracite.
Pour l’anecdote, la Peugeot 205 GTI était la voiture préférée des indépendantistes corses en cavale sur l’île de beauté à cause de sa puissance, sa vélocité et sa maniabilité[réf. nécessaire].
| Prix des versions par année | 1984   | 1985   | 1986   | 1987   | 1988   | 1989   | 1990   | 1991    | 1992    | 1993    | 1994    |
| --------------------------- | ------ | ------ | ------ | ------ | ------ | ------ | ------ | ------- | ------- | ------- | ------- |
| 105                         | 69 800 | 72 500 | 77 600 |        |        |        |        |         |         |         |         |
| 115                         |        |        | 79 900 | 83 000 | 86 300 | 85 800 | 86 910 | 87 450  | 91 500  |         |         |
| 122                         |        |        |        |        |        |        |        |         |         | 105 600 | 104 100 |
| 130                         |        |        |        | 93 200 | 97 000 | 96 200 | 97 460 | 98 480  | 101 300 |         |         |
| Gentry                      |        |        |        |        |        |        |        |         | 103 500 | 104 800 | 103 300 |
| Gentry Automatique          |        |        |        |        |        |        |        |         | 109 900 | 111 800 | 110 300 |
| Griffe                      |        |        |        |        |        |        |        | 112 000 |         |         |         |

Aujourd'hui la 205 GTI est une icône du phénomène Youngtimer et voit sa cote s'envoler.

#### 205 XS
Lors de la présentation de la Peugeot 205 GTI 1.9, Peugeot propose également la 205 XS. Uniquement en 3 portes, elle reprend certaines caractéristiques de la 205 XT (comme les jantes 13 pouces et la motorisation XY8 de 80ch (de la Peugeot 104 ZS), puis TU3S de 85ch à partir du millésime 88) mais avec une présentation plus sportive (projecteurs additionnels dans la jupe de bouclier avant, Monogramme "XS" sur les ailes avant, sièges baquets en tissus).

#### 205 GT
Sortie avant la 205 GTI, la GT était la plus puissante des 205 avec 80 ch, à la vocation confortable et puissante. Elle est équipée de jantes 13 pouces caractéristiques et de monogrames "GT" sur les ailes avant (Comme sur la version XT et XS), et la motorisation XY8 de 80 ch (de la Peugeot 104 ZS), puis TU3S de 85 ch à partir du millésime 88. Elle existera uniquement en cinq portes.

#### 205 Rallye
La 205 Rallye est d'abord conçue pour être homologuée en Groupe N, mais elle permet aussi de combler le trou de la gamme 205 entre la XS et la GTI. Pour l'homologation, Peugeot décide de n’en produire que 5 000 unités, mais devant son succès commercial, la production est élargie à 30 000 exemplaires.
Elle utilise la même base esthétique que la Citroën AX Sport. Cette version se dote d'une couleur blanche unique, de bandes aux couleurs Peugeot-Talbot Sport sur la calandre et le hayon et de plusieurs autres éléments sportifs.
Les trains avant et arrière sont identiques aux versions GTI 1.6l (Triangles avants, disques ventilés et tambours larges à l'arrière), des élargisseurs spécifiques sont installés, et les équipements sont réduits au strict minimum (vitres électriques, essuie vitre arrière en option, vitres "blanches" , absence de console centrale... L'objectif est d'avoir une base commercialisable pour la compétition, d'où l'absence de certains équipements.
La motorisation est également dans cette idée, le moteur TU2.4 de 1 294 cm3 alimenté par deux carburateurs Weber DCOM de 40 mm permet à l'auto de rentrer dans la catégorie du groupe N1 (Moins de 1 300 cm3) . L’ensemble développe 103 ch DIN (contre 95 ch DIN pour l'AX Sport, dû à un collecteur d'admission différent pour des problèmes d'intégration dans le compartiment moteur et un choix de carburation différent Weber DCOE 40 mm/Solex ADDHE 40 mm).

### Préparateurs
Gutmann
Une première version basée sur la 1.6 sort et développe 118 ch. En 1988 sort la GTI 1.9 préparée par Gutmann. Cette version développe 140 ch et le couple reste inchangé. Deux versions turbos sont également sorties. Équipées de Turbos KKK Ces améliorations développent 150 ch et 228 nm sur la version 1.6 et 175 ch et 300 nm sur la version 1.9. Puis pour finir Gutmann sort la 205 i16V. Doté du moteur 1.9 injection 16 soupapes de la 405 Mi16, le moteur développe d’abord 160 chevaux avant de passer à 180 ch et permet à la 205 d'atteindre les 220 km/h. Toutes ces versions avaient des suspensions et un train avant retravaillés, des freins plus performants et un échappement spécifique. Des kits carrosserie étaient également proposés.  

### 205 Lacoste
Introduite en 1984 et disponible jusqu'en 1986, pour un total limité à 24 000 exemplaires, la série spéciale Lacoste, du nom de la marque de vêtements, se distingue par un équipement flatteur (sièges velours, volant cuir de GTI, vitres électriques et teintées, toit ouvrant, condamnation centralisée, montre au tableau de bord), son apparence soignée (couleur unique Blanc Meije, moquette verte, pare-chocs, jupes, rétroviseurs, enjoliveurs ton caisse, liserés verts tout autour de la voiture, sigle Lacoste sur les ailes et au niveau du hayon), mais aussi par son prix, entre 60 500 FF en 1984 et 68 000 FF en 1986. Lacoste étant historiquement lié au tennis, cette version « chic » préfigure la version Roland-Garros, malgré un petit 1.3 essence de 60 ch qui la limitait à la ville.

### 205 Roland Garros
La 205 a été marqué en 1989 par la collaboration entre Peugeot et le célèbre tournoi de tennis parisien Roland Garros. 

La 205 Roland Garros existe en 3 portes, en 5 portes et en cabriolet. 

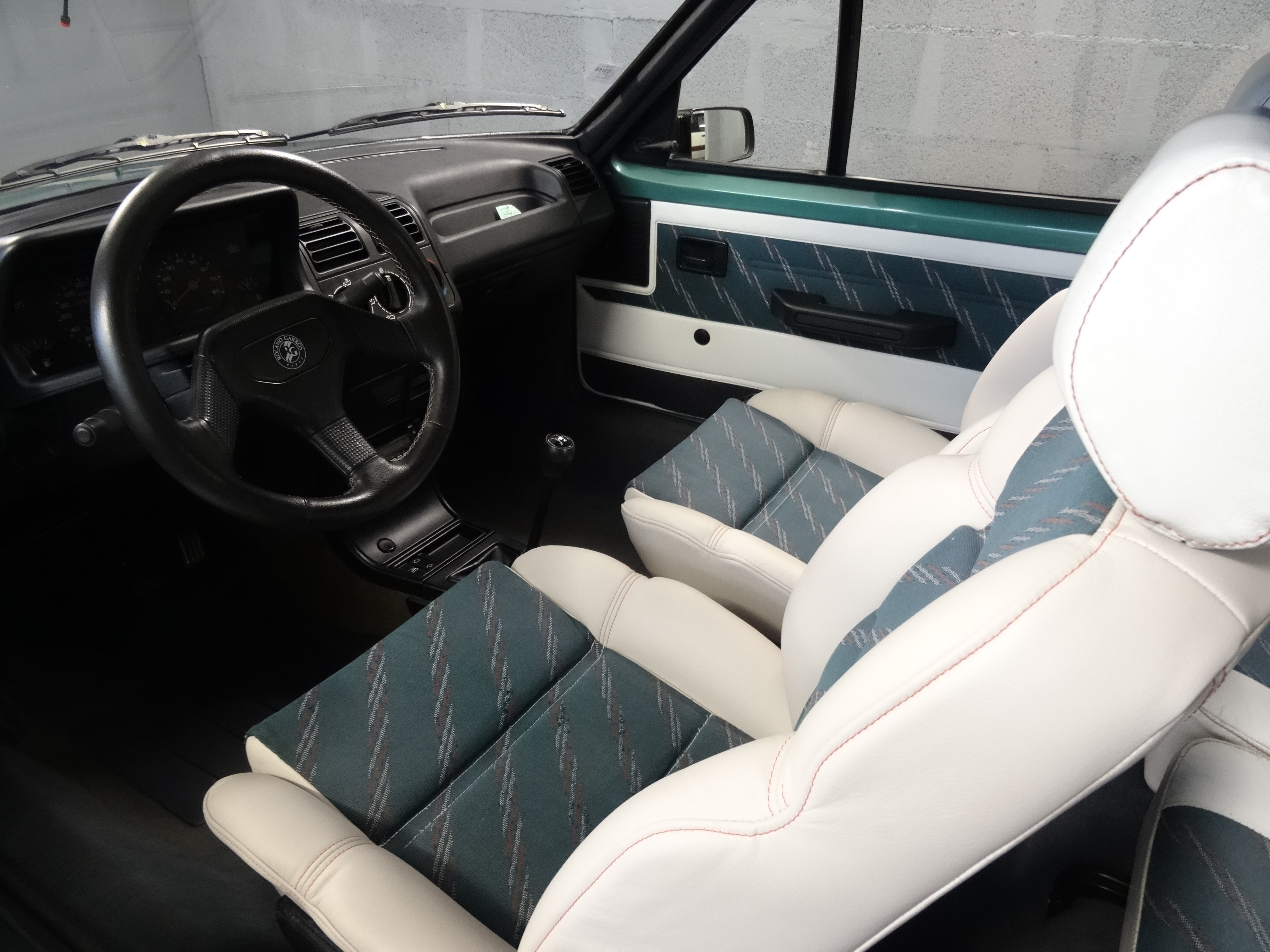
205 Roland Garros - Intérieur French Open

Utilisant le moteur TU3S (1.4l à carburateur double corps de 85ch) de la 205 XS et la 205 GT ces séries spéciales reçoivent des équipements haut de gamme inhabituels dans cette catégorie de voitures (vitres électriques, capote électrique, sellerie en semi-cuir blanc...). De 1989 à 1993, la 205 Roland Garros a connu un vif succès commercial, notamment grâce au modèle cabriolet qui a complété la gamme en mars 1990.
Une série limitée "French Open" de la 205 Roland Garros Cabriolet continuera d'être commercialisée jusqu'en 1994.
La "French Open" est dotée de la motorisation XU5M 1.6 injection monopoint, de jantes spécifiques issues de la 106 Roland Garros, de répétiteurs de clignotants sur les côtés, du capot bombé dit "de 205 Automatique" (indispensable avec un XU carburateur ou monopoint) ou encore de nouveaux motifs pour les tissus intérieurs. Le modèle se fait désormais rare car produit à seulement 500 exemplaires (dont une partie pour l'export).
Cette collaboration entre les deux marques a traversé trois décénies, cependant, Peugeot n'est plus le partenaire automobile officiel de Roland-Garros depuis 2022. C'est Renault qui a pris le relais.
Les dernières séries spéciales Roland-Garros proposées par Peugeot dataient de 2020, et concernaient les modèles 208, 2008, 3008 et 5008.

### 205 XAD et XAD Multi
Distribuée par Peugeot mais carrossée par Gruau ou Durisotti début 1986, elle prend comme base la trois portes Affaire.
Elle perd, par découpe, la moitié de son toit, ainsi qu'une petite partie des montants arrière de coffre sur la caisse. Une ossature métallique y est soudée et une coque polyester collée. Vue de l’arrière, elle garde l'esthétique de la 205. Le hayon est en fibre de verre.

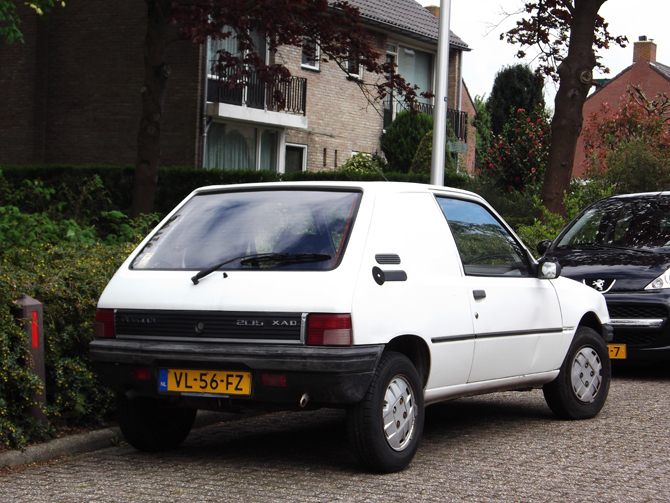
Peugeot 205 XAD
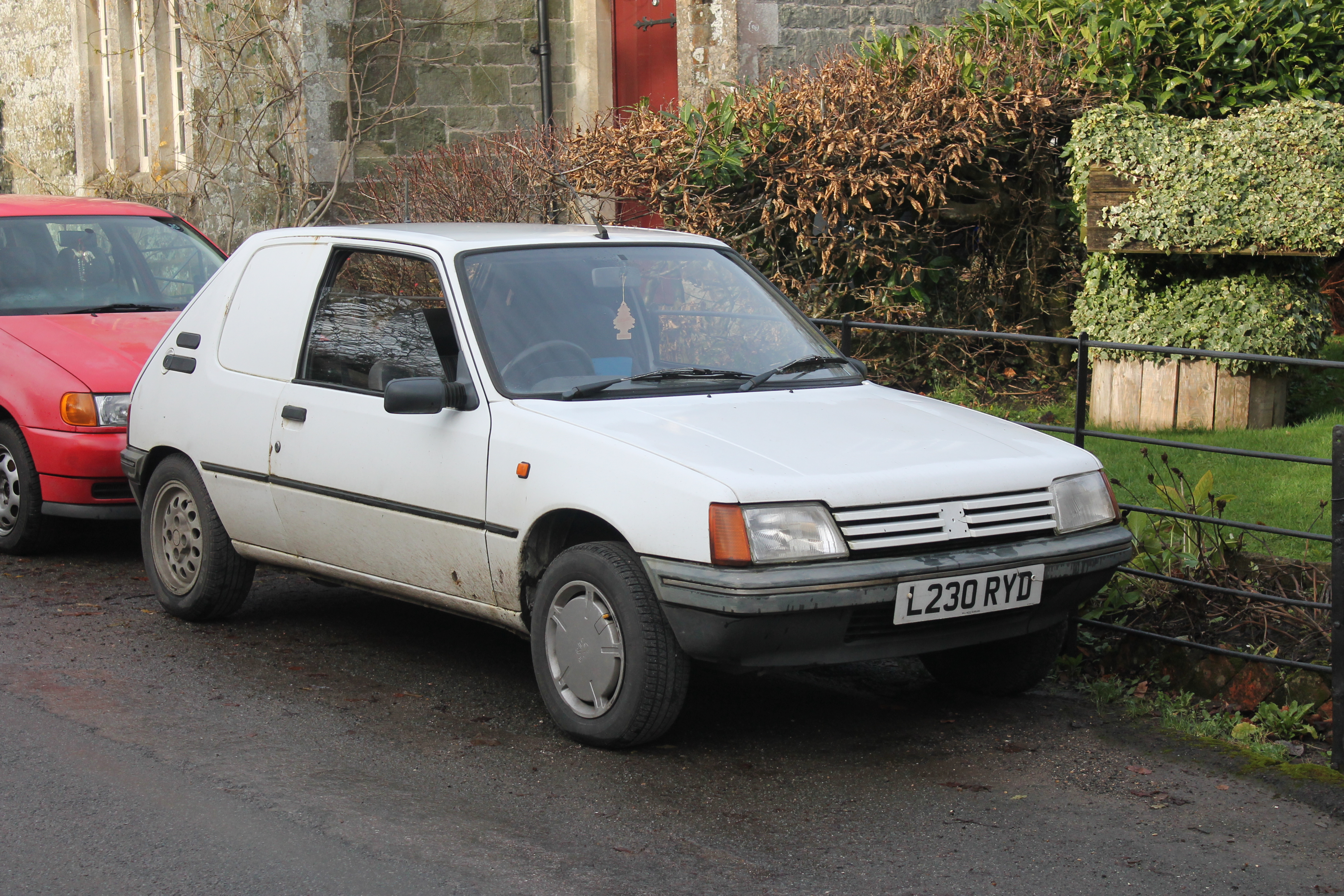
Peugeot 205 XAD
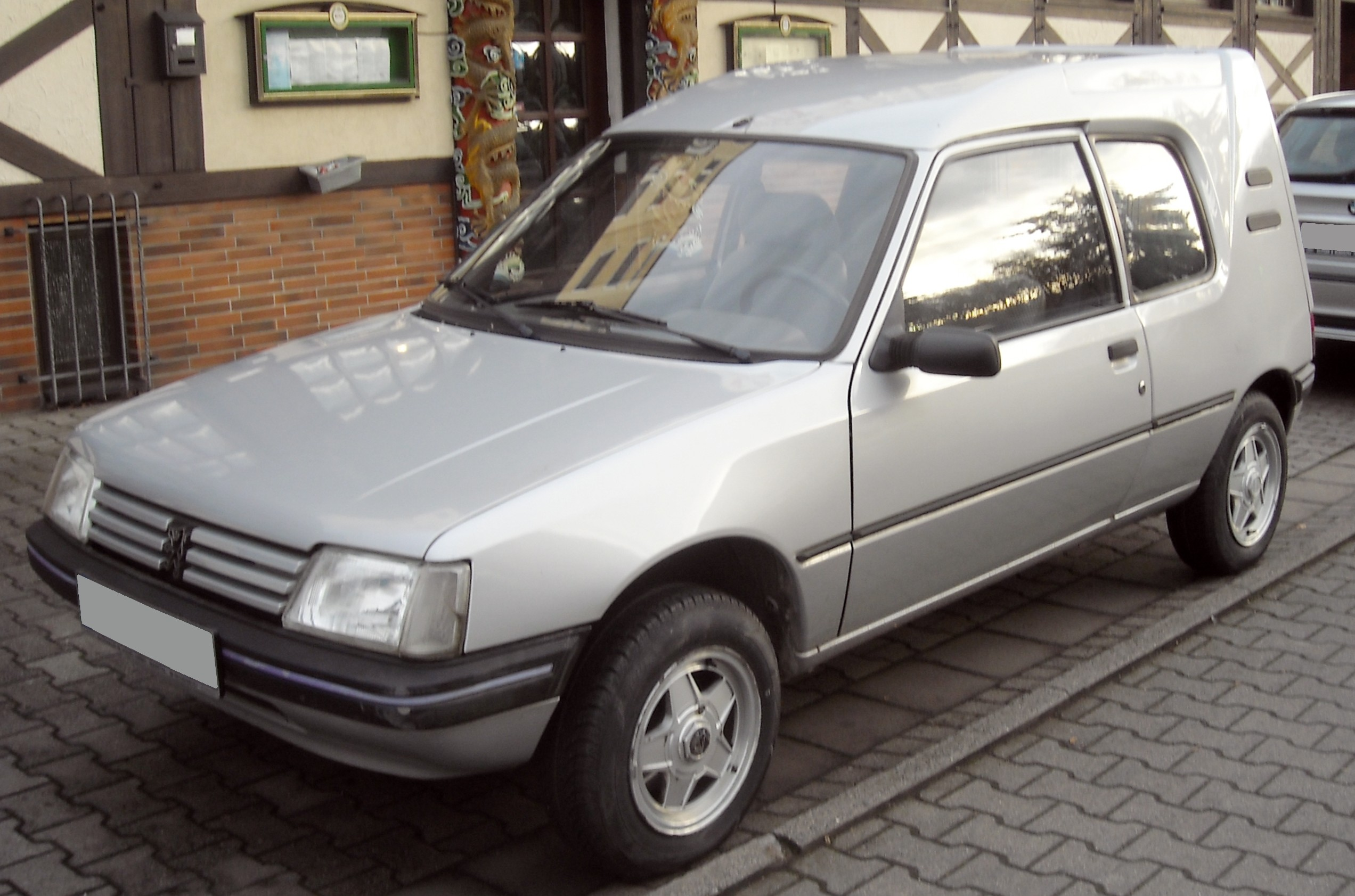
Peugeot 205 XAD Multi
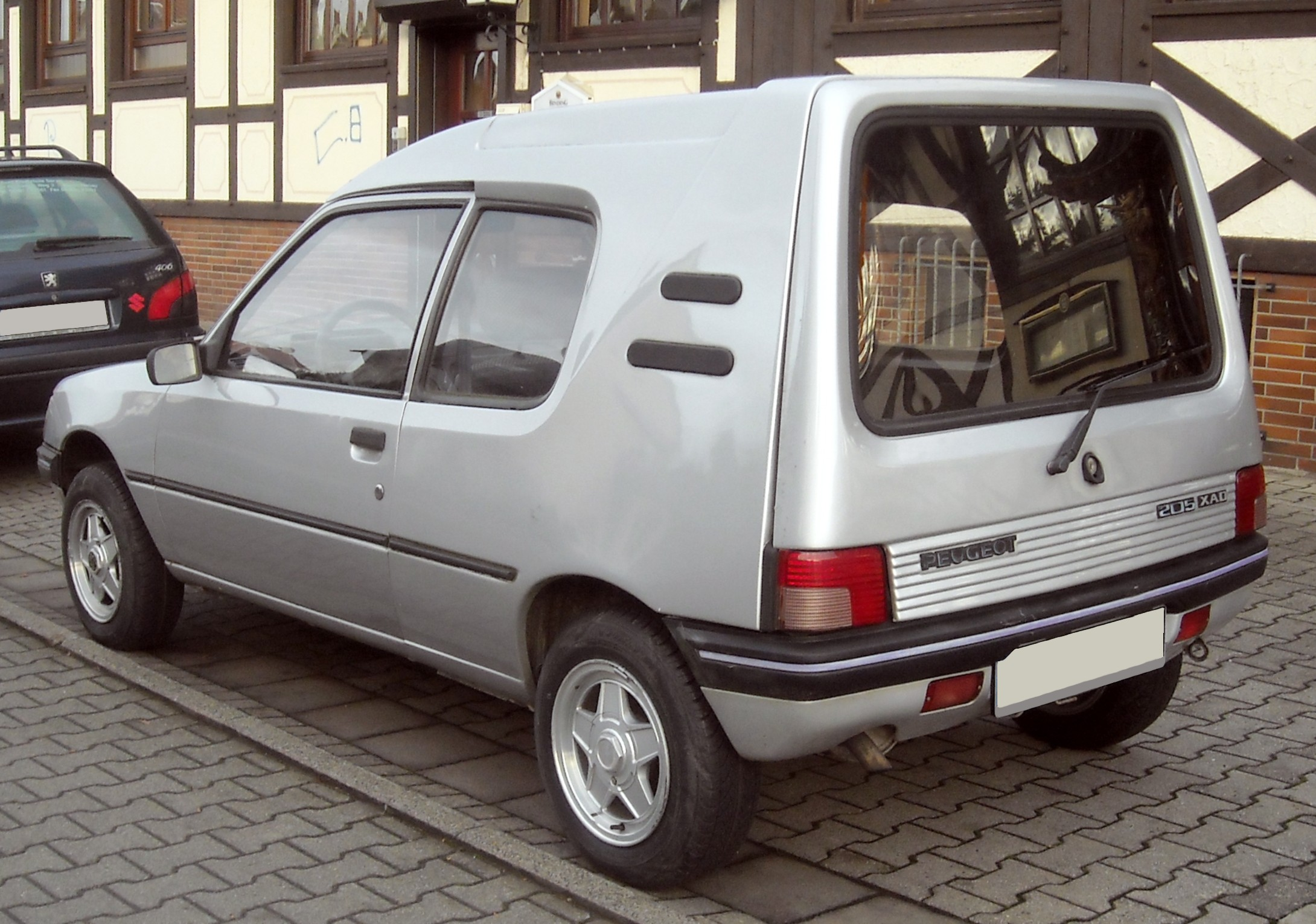
Peugeot 205 XAD Multi

### 205 F

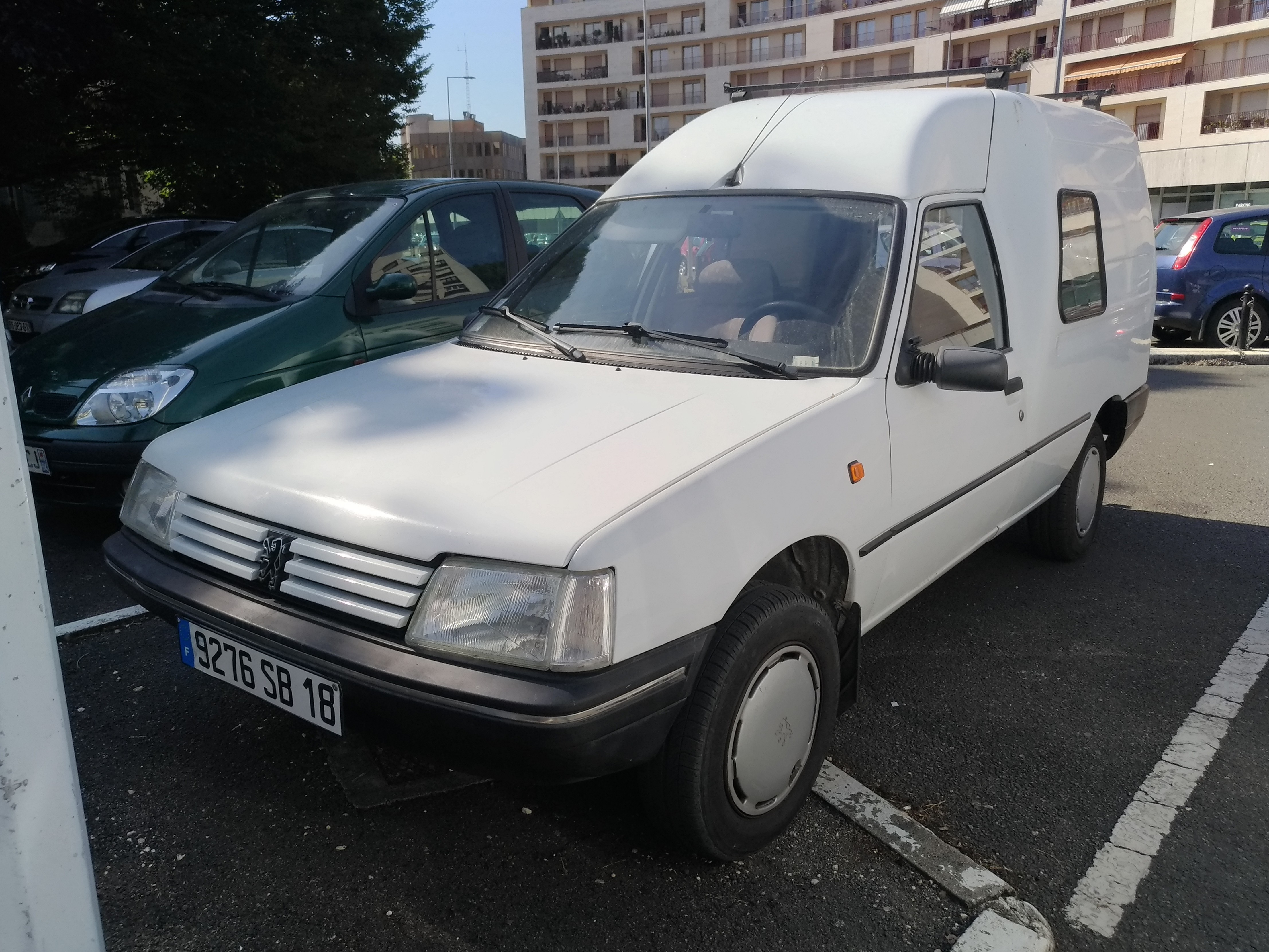
205 F.

La Peugeot 205 F (F pour Fourgonnette) était un utilitaire commercialisé par Peugeot. Il s'agissait de la version fourgonnette de la Peugeot 205.
Contrairement à la Multi, la F utilise comme base un modèle cinq portes, découpé bien plus largement, avant la pose d'un arceau métallique et d'une cellule en fibre de verre. Sur cette version, l'arceau (riveté) contribue à la solidité de la caisse. Elle possède une rallonge (électrosoudée) du plateau arrière (coffre). Les portes arrière avaient comme particularité de provenir du Citroën C15.
Elle a été remplacée par le Partner I.

## Records du monde
En 1992 (le 11 octobre), Angus Hamilton a établi trois records mondiaux avec la voiture (classe 7) à l'ancienne base aérienne d'Elvington (Royaume-Uni) : quart de mile, demi kilomètre, et kilomètre, en Catégorie A3 Groupe 3.